# Pesquera de Duero

Localização de Pesquera de Duero

Pesquera de Duero é um município da Espanha na província de Valladolid, comunidade autónoma de Castela e Leão, de área 55,98 km² com população de 522 habitantes (2007) e densidade populacional de 9,61 hab/km².

## Demografia
| Variação demográfica do município entre 1991 e 2004 | Variação demográfica do município entre 1991 e 2004 | Variação demográfica do município entre 1991 e 2004 | Variação demográfica do município entre 1991 e 2004 |
| --------------------------------------------------- | --------------------------------------------------- | --------------------------------------------------- | --------------------------------------------------- |
| 1991                                                | 1996                                                | 2001                                                | 2004                                                |
| 569                                                 | 534                                                 | 539                                                 | 538                                                 |